# Nobody Home
Pour l’article homonyme, voir Nobody Home (film, 1919).
Pistes de The Wall
Is There Anybody out There? Vera
Nobody Home est une chanson du groupe de rock progressif britannique Pink Floyd qui apparaît sur leur album The Wall sorti en 1979.

## Composition
La chanson en do majeur est en quatre temps (4/4). Ce fut la dernière chanson composée pour l'album avant l'enregistrement.
La chanson commence avec un extrait de série télévisée et le piano commence à jouer, suivie de la voix de Roger Waters. Soudain, les cordes et les cuivres embarquent et suivent jusqu'à la fin de la chanson.

## Analyse des paroles
Dans cette chanson, Pink, le personnage principal de l'album, décrit sa vie solitaire derrière son mur. Il n'a personne à qui parler, et les seules choses qu'il a sont ses biens. La chanson porte quelques références sur sa relation amoureuse brisée avec sa femme adultère. La majorité des paroles portent sur Syd Barrett, l'ancien leader et guitariste du groupe — par exemple la phrase « j'ai la permanente obligatoire de Hendrix », qui réfère à la coupe de cheveux de Barrett à la fin des années 60. Roger Waters a raconté plus tard dans une interview :
« Il y a quelques lignes ici qui reviennent sur l'époque avec Syd [Barrett]. Ça fait en partie référence à des gens que je connaissais. Syd était la seule personne qui attachait ses chaussures avec un élastique, c'est de là que vient la ligne de la chanson. Pour la permanente obligatoire à la Hendrix, retournez 10 ans en arrière et vous comprendrez de quoi il s'agit. »
Une petite référence à Rick Wright et à sa dépendance à la cocaïne à la fin des années 70 est glissée dans les paroles :

« J'ai des taches de nicotine sur mes doigts, 

J'ai une cuillère en argent au bout d'une chaîne, 

J'ai un piano à queue pour soutenir ma dépouille mortelle. »

Pink décrit sa vie derrière son mur. Il n'a personne à qui parler, et tout ce qu'il a sont ses objets personnels, dont il fait la description.

## Musiciens
- David Gilmour - guitare basse
- Roger Waters - chant, VCS 3
- Richard Wright - synthétiseur
- Bob Ezrin - piano
- New York Orchestra - cordes & cuivres